# Artes plásticas en Michoacán
Las artes plásticas en Michoacán son las distintas manifestaciones de las disciplinas artísticas de pintura, dibujo, grabado, gráfica, escultura, arquitectura entre otras, desarrolladas en el estado de Michoacán de Ocampo en México.

## Historia

### Arte de la época prehispánica
Desde la antigüedad las artes plásticas han estado presentes de manera notable en el territorio geográfico que hoy comprende Michoacán localizado en la región Centro – Occidente de México, encontrándose diversas manifestaciones artísticas como lo es de la época prehispánica o precolombina las figurillas de barro encontradas en el El Opeño (consideradas como las tumbas más antiguas de Mesoamérica), así como los grabados y pinturas rupestres hallados en el Cerro del Curutarán, ambos sitios ubicados en el municipio de Jacona de Plancarte.
El imperio purépecha cuya capital se asentó en torno al Lago de Pátzcuaro en la parte central de Michoacán fue una próspera cultura mesoamericana con una vida cotidiana dedicada a la pesca, a su religión y de ciudadanos aguerridos, razón por la que fue el único pueblo mesoamericano que no pudo ser sometido por el imperio azteca. Testimonios arqueológicos encontrados en los centros ceremoniales purépechas exhiben un amplio sentido religioso y gran valor artístico e histórico como las esculturas en piedra volcánica que representan al dios Chac Mool (figura asociada a la cultura tolteca), los coyotes de Ihuatzio (sitio que en purépecha significa “lugar de coyotes”), o los petrograbados de las Yácatas de Tzintzuntzan que incluso fueron incrustados en los muros del Convento de Santa Ana de Tzintzuntzan.
Otras culturas mesoamericanas asentadas en regiones de Michoacán son la cultura de Chupícuaro, los Matlatzincas, los Chichimecas, y los nahuas, quienes al igual que la cultura purépecha levantaron centros ceremoniales y centros urbanos que hoy son parte del patrimonio que conforman los Yacimientos arqueológicos de Michoacán. Colecciones de piezas prehispánicas halladas en Michoacán actualmente se conservan en el Museo Regional Michoacano, el Museo del Estado de Michoacán, el Museo Arqueológico de Jaconá, el Museo Nacional de Antropología (México), entre otros sitios.

### Arte de la época colonial española
En los primeros años del Virreinato de Nueva España las artes plásticas se manifiestan por los colonizadores españoles, en el ámbito de la arquitectura durante el siglo XVI a través de las órdenes religiosas se levantaron iglesias y conventos principalmente en estilo plateresco donde emplearon la mano indígena para la construcción de los recintos, la talla de sus relieves y esculturas siendo un claro testimonio las Misiones conventuales de Michoacán como el Convento de Santa María Magdalena de Cuitzeo con una fachada del templo labrada por un cantero indígena que incluyó símbolos purépechas, además de otros conventos de la época que incluían entre sus estructuras las llamadas capilla abierta o capilla de indios ya que originalmente era el sitio desde donde se ofrecía la misa a los habitantes. En la escultura destacan las cruces atriales del siglo XVI ubicadas frente a las iglesias, las cuales eran labradas comúnmente en piedra volcánica con relieves de los símbolos pasionarios, incluso algunas contenían un espejo de obsidiana en su centro, un elemento con simbología para los purépechas.
Así mismo los frailes utilizaron la pintura como un medio de comunicación para trasmitir el mensaje de la evangelización de manera didáctica a los indígenas. Elaboraron murales al fresco como los encontrados en el Convento de San Miguel Arcángel (Charo Michoacán) entre otros. En algunas capillas ubicadas en poblados del interior de Michoacán en el siglo XVII se pintaron los “artesonados” o también llamados “cielos historiados” los cuales son cubiertas de madera en los techos de los templos que fueron pintados por manos indígenas y en donde se hallan plasmadas temáticas de arcángeles, ángeles y querubines, pasajes bíblicos, temas marianos o símbolos pasionarios. Actualmente artesonados conservados se hallan en la Capilla de la Inmaculada Concepción en Nurio, la Capilla de Santa Rosa de Lima en Zacán, la Capilla de Santiago Apóstol en Tupátaro, o la Capilla de Pomacuarán. 
Una manifestación de la escultura en el siglo XVI fueron las piezas religiosas elaboradas en la técnica de pasta de caña de maíz, la cual es una técnica ancestral desarrollada por los indígenas purépechas par la elaboración de figuras de sus deidades prehispánicas. El primer obispo de Michoacán Vasco de Quiroga impulsó y dio continuidad a la técnica para la creación de imágenes católicas para los templos como lo es la imagen de la virgen de la inmaculada concepción “salud de los enfermos” ubicada actualmente en la Basílica de Nuestra Señora de la Salud de Pátzcuaro. Así como innumerables figuras de Cristo de pasta de caña de maíz, siendo algunas imágenes muy veneradas como los conservados en templos de Tzintzuntzan, Pátzcuaro y Morelia entre otras poblaciones de Michoacán. Actualmente en el Museo de Arte Colonial de Morelia y en el Museo de Artes e Industrias Populares de Pátzcuaro se conservan colecciones de pequeños Cristos del siglo XVI.
En los siglos XVII y XVIII las artes plásticas estuvieron inmersas en el estilo barroco y posteriormente en el estilo churrigueresco encontrándose en Michoacán notables testimonios en la arquitectura, pintura y escultura. El florecimiento de la pintura novohispana surgió el siglo XVIII cuando se formaron gremios de artista a los que le iglesia y ciudadanos bienhechores encomendaron obras con temática religiosa, así como retratos y alegorías. Las temáticas religiosas de las pinturas estaban basadas en las obras de los grandes maestros europeos de la época, con el tiempo los artistas novohispanos definieron su estilo propio y diseño compasión de los temas. 
En Michoacán las principales obras pictóricas de la época son creación de connotados artistas radicados en la Ciudad de México como Cristóbal de Villalpando y Miguel Cabrera, algunos importantes testimonios pictóricos son el óleo de “Las Ánimas” (7,35 × 5,25 m) conservado en el templo de Santiago Apóstol de Tuxpan, el cual fue elaborado en 1708 por Cristóbal de Villalpando por encargo de miembros del Condado de Miravalle quienes poseían varias Haciendas de Michoacán. Óleos de Miguel Cabrera se conservan en Templos de Morelia como en la Catedral de Morelia, así como de su autoría la pintura del “Retrato alegórico del Obispo Palafox” (2,49 × 2,45 m) del año 1765 actualmente conservada en el Museo de Arte Colonial de Morelia, esta pintura originalmente se encontraba en el ex convento del Carmen hoy Casa de la Cultura de Morelia.
Entre las pinturas novohispanas creadas por artistas locales destaca el monumental óleo de El traslado de las monjas dominicas a su nuevo convento de Valladolid (4 × 8,5 m) elaborado en 1738 por un autor anónimo, cuadro que hoy se conserva en el Museo Regional Michoacano y que originalmente se hallaba en la sacristía del que fuera el Templo de las Monjas dominicas (actual Sagrario Metropolitano de Morelia).

### Arte delsigloXIX
En el siglo XIX las artes plásticas en Michoacán fueron desarrolladas principalmente por artistas de otras procedencias fuera de Michoacán, en la época las temáticas de las obras pasan de lo religioso a lo decorativo y funcional. 
En el campo de la arquitectura desde mediados del siglo XIX en México se introdujeron nuevos estilos arquitectónicos que se encontraban en boga en Europa y que durante la época del Porfiriato tuvieron gran auge, como lo fueron en Michoacán el estilo neoclásico como el Teatro Morelos de Maravatío, el estilo ecléctico como el Palacio Federal de Morelia de influencia francesa, y el estilo neogótico como el Santuario Guadalupano de Zamora de Hidalgo. Los nuevos estilos arquitectónicos fueron implementados principalmente por arquitectos extranjeros como lo fue en Morelia las obras del belga Guillermo Wodon de Sorinne, el francés Adolfo André de Tremontels, el polaco Jannus Bochonicki, los italianos Luis Zapari, Claudio Molina y Adrian Giombini, entre otros. 
De igual manera en el ámbito de la pintura del siglo XIX destacan obras realizadas por artistas de otras procedencias fuera de Michoacán quienes realizaron pinturas con función decorativa en estilo realista con temáticas principalmente de paisajes de escenarios naturales y panorámicas de ciudades; así como retratos de la sociedad, el clero y la clase política. Destacadas obras pictóricas de paisajes michoacanos son las del mexicano José María Velasco Gómez y del inglés Daniel Thomas Egerton de quien se conservan óleos sobre el paisaje moreliano en el Centro Cultural Clavijero. Egerton es uno de los llamados “artistas viajeros” que al igual que intelectuales e investigadores extranjeros llegaron a México inspirados en las crónicas de Alexander von Humboldt publicadas en Europa desde 1808. 
Un pintor michoacano de la época es Mariano de Jesús Torres quien realizó en arte naif diversos cuadros sobre escenarios emblemáticos de Morelia, parte de esa colección hoy se conserva en el Museo Casa Sitio de Morelos y en el Museo Regional Michoacano.
En el campo de la escultura también las obras de la época fueron realizadas por artistas de procedencia fuera de Michoacán como las imágenes de los templos, entre las que se hallan las esculturas de San Pedro y San Pablo en el ciprés de la Catedral de Morelia. Esculturas en bronce realizadas por el célebre escultor Primitivo Miranda con pedestales originales del ingeniero Gustavo Roth, son las estatuas de Melchor Ocampo ubicada en la plaza del mismo nombre en Morelia, la estatua de Miguel Hidalgo y Costilla ubicada en el patio del Colegio de San Nicolás de Hidalgo y la estatua de José María Morelos y Pavón que se hallaba a un costado de la Plaza de Armas de Morelia hoy ubicada en el poblado de Nuevo Urecho Michoacán. Además de esculturas alegóricas que en la época porfirista adornaban las plazas públicas de Morelia, entre ellas cuatro estatuas de figuras femeninas que representaban las ciencias las cuales fueron traídas de Europa y decoraban las esquinas del antiguo monumento a Melchor Ocampo, hoy se conservan en el Museo Regional Michoacano.

### Arte delsigloXX
A principios del siglo XX se desarrollaba la última década de la época del Porfiriato en México, donde en las artes plásticas imperaba el gusto inspirado en Europa, tiempo en que en el ámbito de la arquitectura se siguieron implementaron los estilos eclécticos, incursionado el estilo del Art Nouveau. En 1901 fue construido el Hospital Civil de Morelia de estilo ecléctico, ya desaparecido, el cual se ubicaba en la actual explanada del IMSS en la Av. Madero Poniente. Entre 1905 y 1907 fue construido el templo de la Virgen María Auxiliadora en Morelia, de estilo neorrománico obra del arquitecto italiano Adrian Giombini, y más tarde el colegio salesiano anexo de estilo ecléctico con influencia barroca inspirada en las demás construcciones de la ciudad. En 1905 fue inaugurado el Órgano monumental de la Catedral de Morelia fabricado en Alemania y con fachada ornamental de madera de estilo barroco churrigueresco. Durante la época porfirista en el antiguo parque público Paseo de San Pedro hoy Bosque Cuauhtémoc de Morelia el gobierno permitió la construcción de residencias de veraneo a la burguesía local quienes mandaron edificar inmuebles en los estilos en boga de la época, actualmente en el lugar se conservan cuatro casas entre ellas la que hoy alberga el Museo de Arte Contemporáneo Alfredo Zalce edificada en 1897.
En 1910 surgió el movimiento armado de la Revolución Mexicana que le dio fin al Porfiriato en 1911, la guerra duró hasta 1917 tiempo en que en el ámbito de las artes plásticas no existió un desarrollo notable. En el marco de la celebración del primer Centenario de la Independencia Mexicana de 1910 en Michoacán el gobierno del Estado mandó elaborar el monumento ecuestre dedicado a José María Morelos y Pavón ubicado en la plaza que lleva su nombre en Morelia. Las esculturas en bronce fueron realizadas en Roma por el escultor José Inghillieri, mientras que la edificación del pedestal de cantera corrió a cargo del arquitecto Albino Cottini. El monumento fue inaugurado hasta 1913 como lo indica la inscripción en su base. Entre los años 1911 y 1915 fue remodelado el interior del Santuario Guadalupano de Morelia, con una profusa decoración a base de yeserías policromadas, obra del artesano Joaquín Orta Menchaca, quien en su natal Tlalpujahua de Rayón también decoró el Santuario de la Virgen del Carmen.
Después del periodo revolucionario en los años 20 y 30 se implementa el estilo del Art déco encontrándose algunos ejemplos arquitectónicos y de las artes decorativas en Morelia, entre los años 30 y 40 fue una época de estabilidad política y social donde se implementó el estilo neobarroco o neocolonial en varias construcciones del Centro histórico de Morelia, y llega el estilo funcionalista encontrándose en Morelia testimonios arquitectónicos obra del ingeniero moreliano Jaime Sandoval y del arquitecto de la Ciudad de México Mario Pani Darqui. 
En el ámbito de la pintura de la postrevolución la temática está marcada por el nacionalismo, la exaltación de la historia y los pueblos prehispánicos, el origen indígena, es tiempo cuando surge el movimiento artístico del Muralismo en la Pintura de México. En los años 40 llega a Michoacán Gerardo Murillo “El Dr. Atl” escritor y pintor fascinado por los volcanes quien en 1943 documentó el surgimiento del Volcán Paricutín, realizando múltiples dibujos y pinturas al óleo, actualmente dos de sus obras sobre el Paricutín se conservan en el Centro Cultural Clavijero en Morelia. 

#### El muralismo en Michoacán

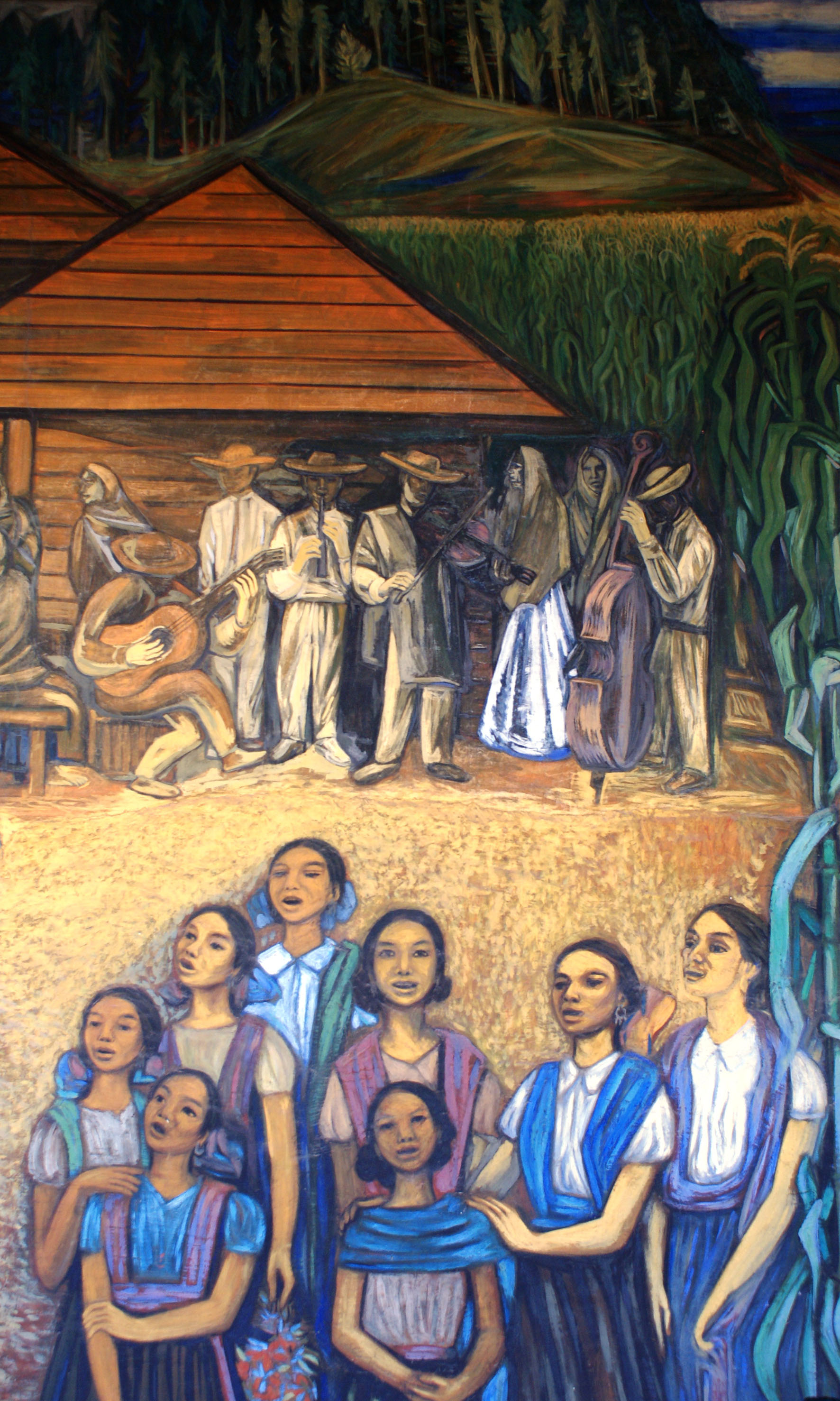
Fragmento del Mural “Gente y paisaje de Michoacán” Alfredo Zalce, 1962.

Después de consumada la Revolución Mexicana, en el llamado periodo posrevolucionario de la primera mitad del siglo XX el gobierno federal y los gobiernos estatales buscan trasmitir a la población los postulados de la revolución, uno de los medios de comunicación es la pintura mural, y es cuando surge el movimiento artístico denominado como el Muralismo, donde el gobierno encomienda a destacados artistas la elaboración de murales en edificios públicos como escuelas, hospitales, bibliotecas y sedes de gobierno. Los muralistas mexicanos que encabezaron el movimiento fueron Diego Rivera, David Alfaro Siqueiros y José Clemente Orozco, quienes crearon la escuela mexicana de la época. Posteriormente se les unirían la llamada segunda generación de muralistas mexicanos encabezada por Pablo O'Higgins, Rufino Tamayo, Raúl Anguiano, Juan O'Gorman, y el michoacano Alfredo Zalce. Varios de los artistas de la época tenían una ideología de izquierda inspirada en el pensamiento liberal, o en la ideología del socialismo y comunismo, en defensa de la clase obrera, el sindicalismo entre otras causas, estando en contra del fascismo, el imperialismo y la guerra lo que quedó manifiesto en sus obras, varios de ellos fueron miembros de la Liga de Escritores y Artistas Revolucionarios (LEAR) fundada en 1933.
Los murales en Michoacán al igual que en otras partes del país fueron realizados tanto por artistas nacionales como extranjeros, desarrollándose la producción artística en un periodo que va desde los años 30 hasta los años 60 principalmente, lo que puede considerarse como una etapa tardía al origen del movimiento.
Murales de artistas extranjeros en Michoacán: destacados muralistas mexicanos invitaron a jóvenes artistas extranjeros a colaborar en sus obras, algunos de ellos realizaron obras particulares como lo es Marion Greenwood con su mural en el Museo Regional Michoacano pintado en 1934 y en el Colegio de San Nicolás de Hidalgo pintado en 1935. El mural colectivo de los artistas Philip Guston, Reuben Kadish y J. H. Langsner en el Museo Regional Michoacano pintado en 1935. En la Biblioteca Pública de la Universidad Michoacana dos murales de Hollis Howard Holbrook pintados en 1952, dos murales de S. C. Schoneberg pintados en 1952 y un mural de R. Hansen pintado en 1953. De Pablo O'Higgins el mural “Tenochtitlán libre” en el Auditorio José Rubén Romero en Morelia y el mural ubicado en la escuela pública rural del poblado de Caltzontzin pintado en 1950 junto con Alfredo Zalce e Ignacio Aguirre. 
Murales de artistas mexicanos en Michoacán: algunos destacados artistas mexicanos de procedencia fuera de Michoacán con obra en el estado son José Clemente Orozco con un mural en Jiquilpan de Juárez pintado en 1940, Juan O'Gorman con mural en Pátzcuaro pintado en 1942, Roberto Cueva del Río con murales en la Quinta Eréndira de Pátzcuaro y Jiquilpan de Juárez pintados en 1943. 
Entre los murales de artistas michoacanos destacan los elaborados por Alfredo Zalce quien es considerado como el último de los grandes muralistas mexicanos, importantes murales de su autoría son dos murales en el Museo Regional Michoacano pintados en 1951, tres murales en el Palacio de Gobierno de Michoacán pintados en 1957 y 1962 entre otros en el interior del estado, así como las tres grandes pinturas murales sobre madera ubicadas en el Museo Casa Natal de Morelos. En 1937 Alfredo Zalce junto con otros artistas que integraban la Liga de Escritores y Artistas Revolucionarios (LEAR) realizaron un mural colectivo en el ex convento de San Francisco de Morelia (actual Casa de las Artesanías de Michoacán), el cual fue retirado en una remodelación del edificio en los años 60.
Fragmentos del mural “Gente y paisaje de Michoacán” Alfredo Zalce, 1962:

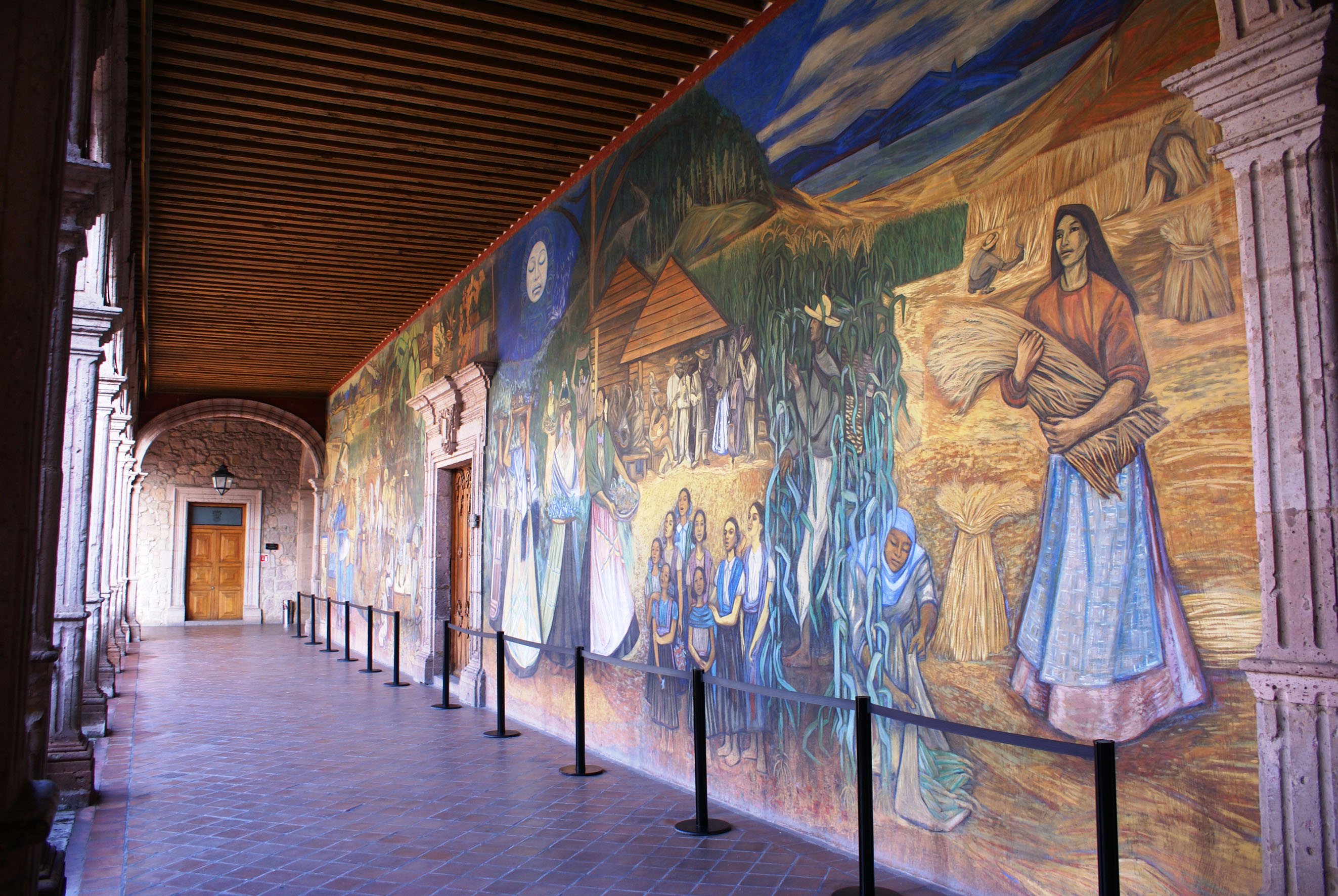
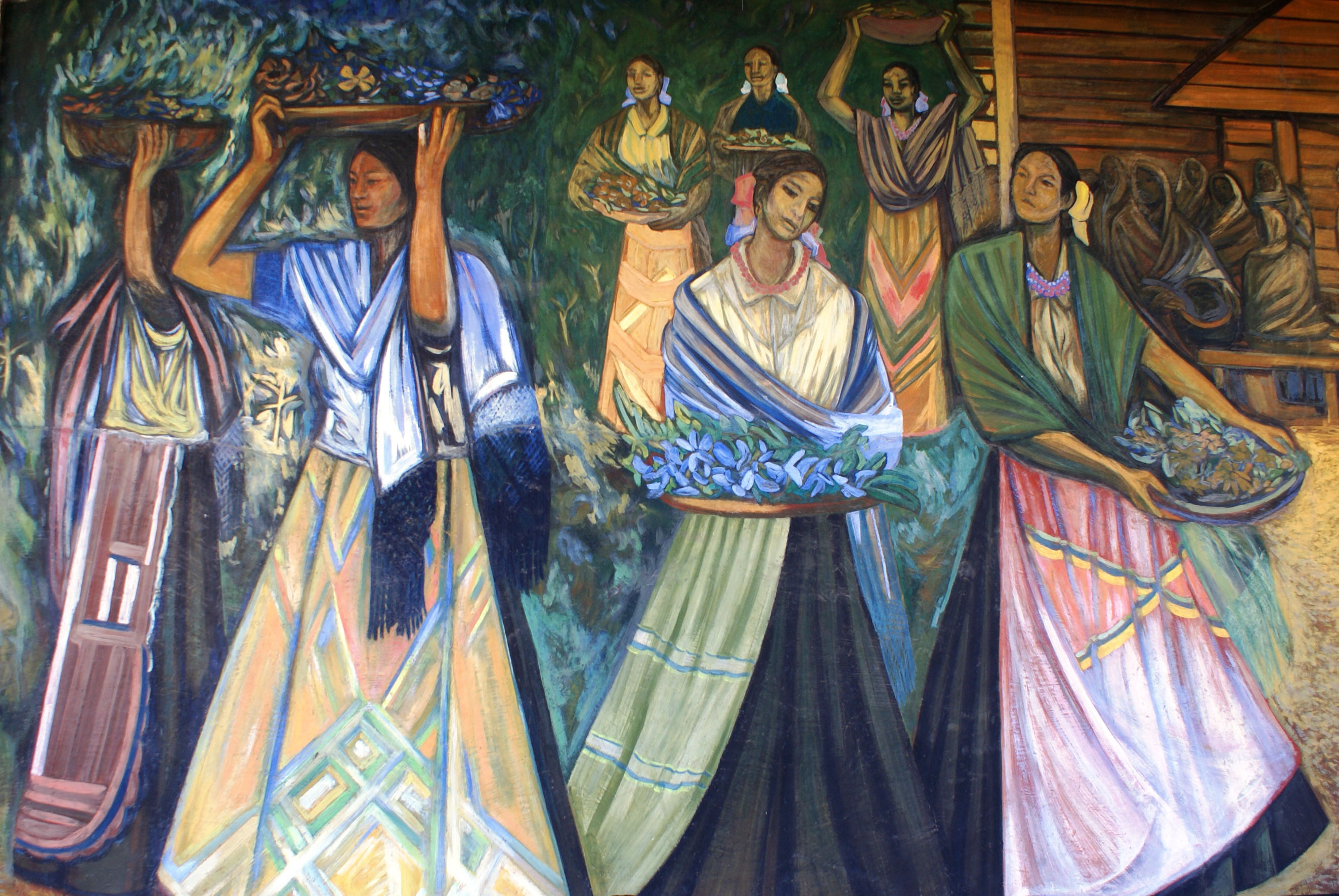
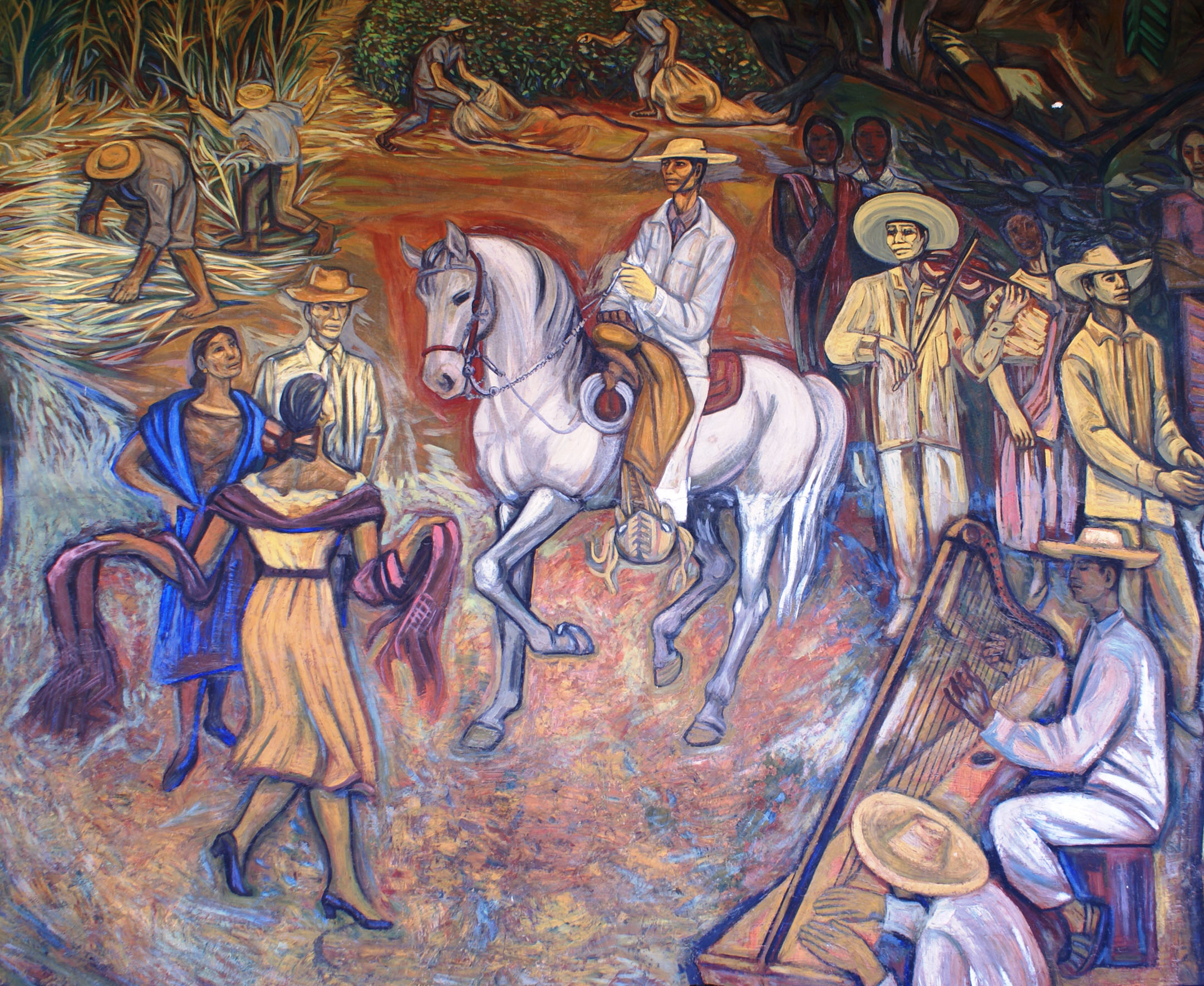
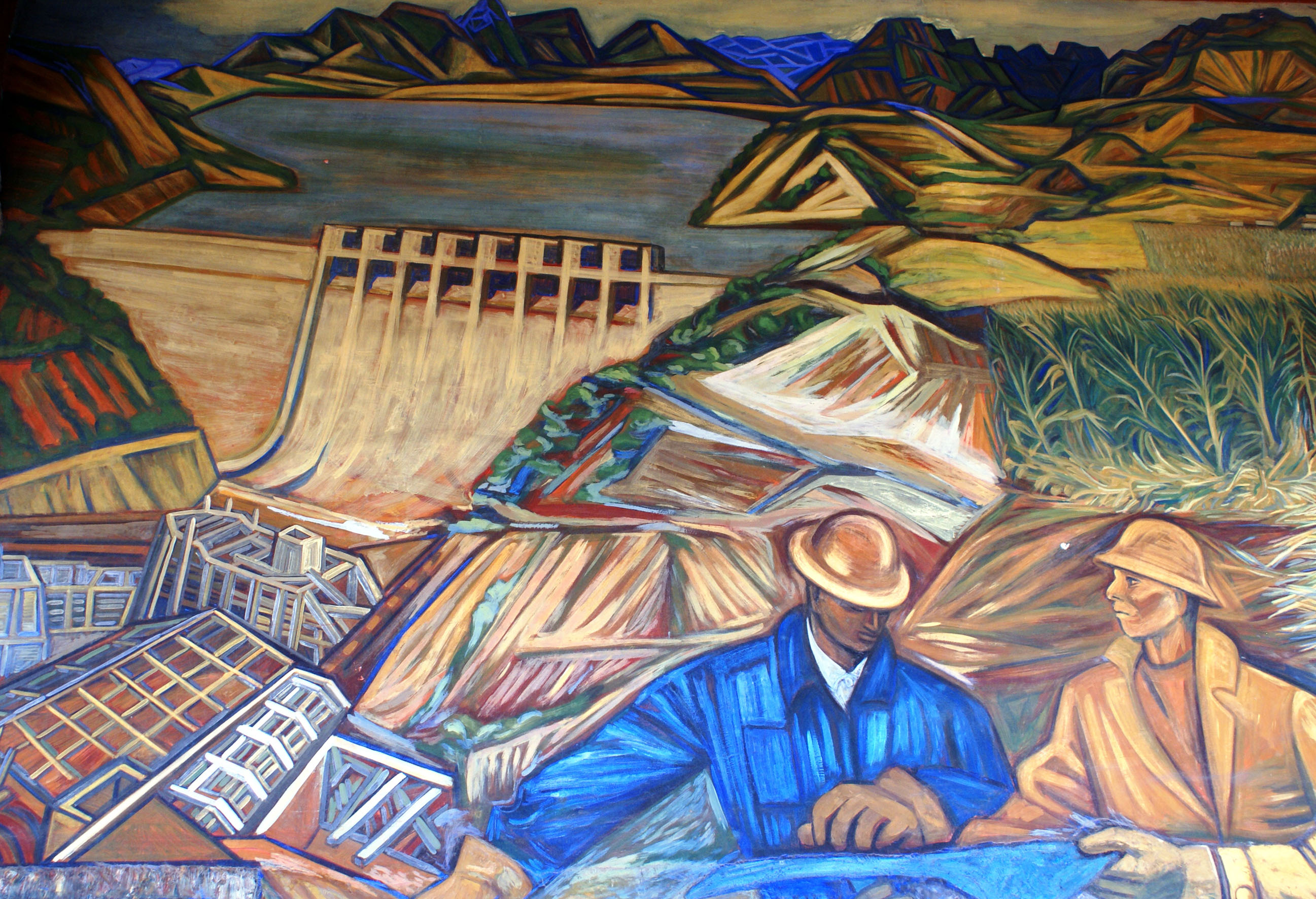
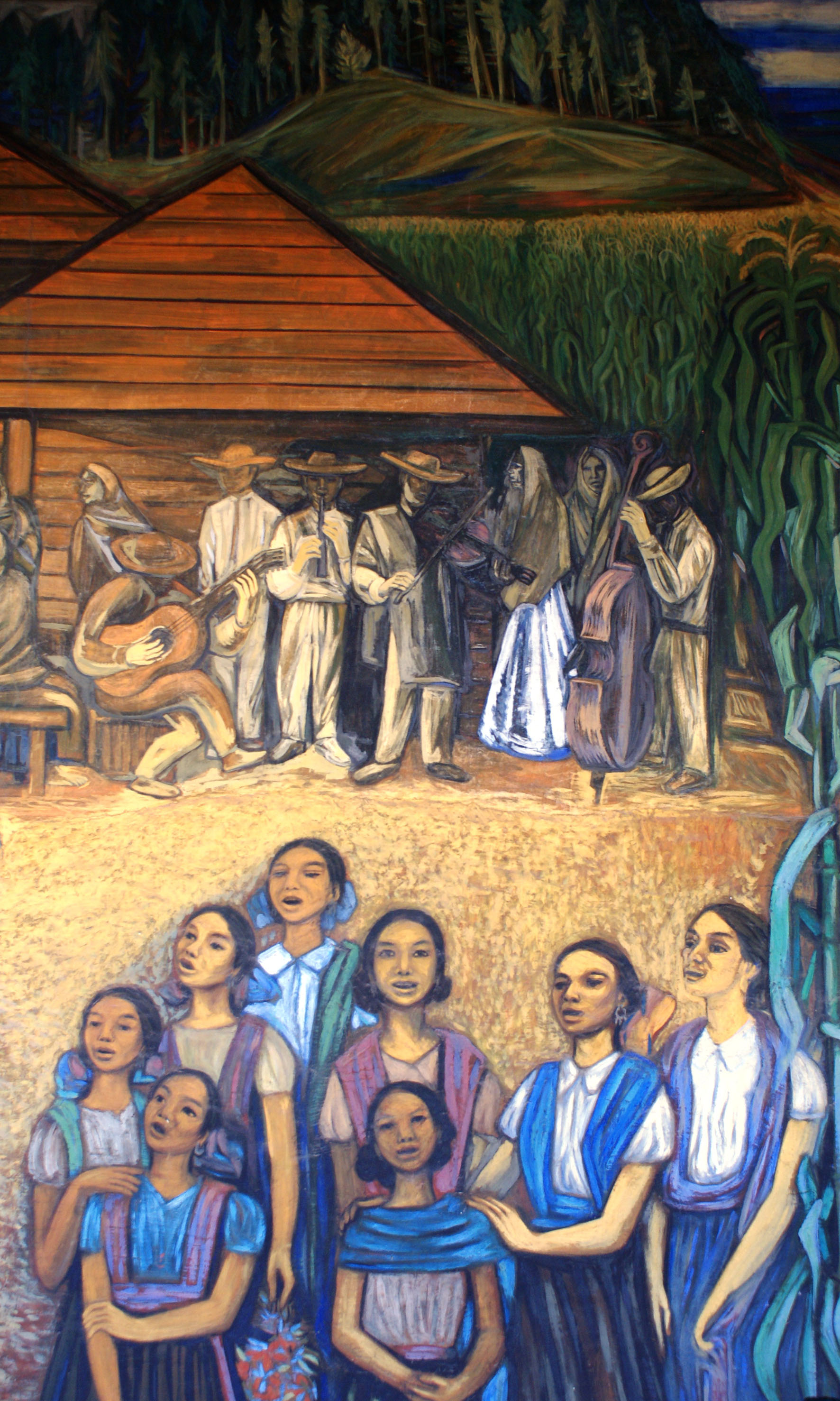
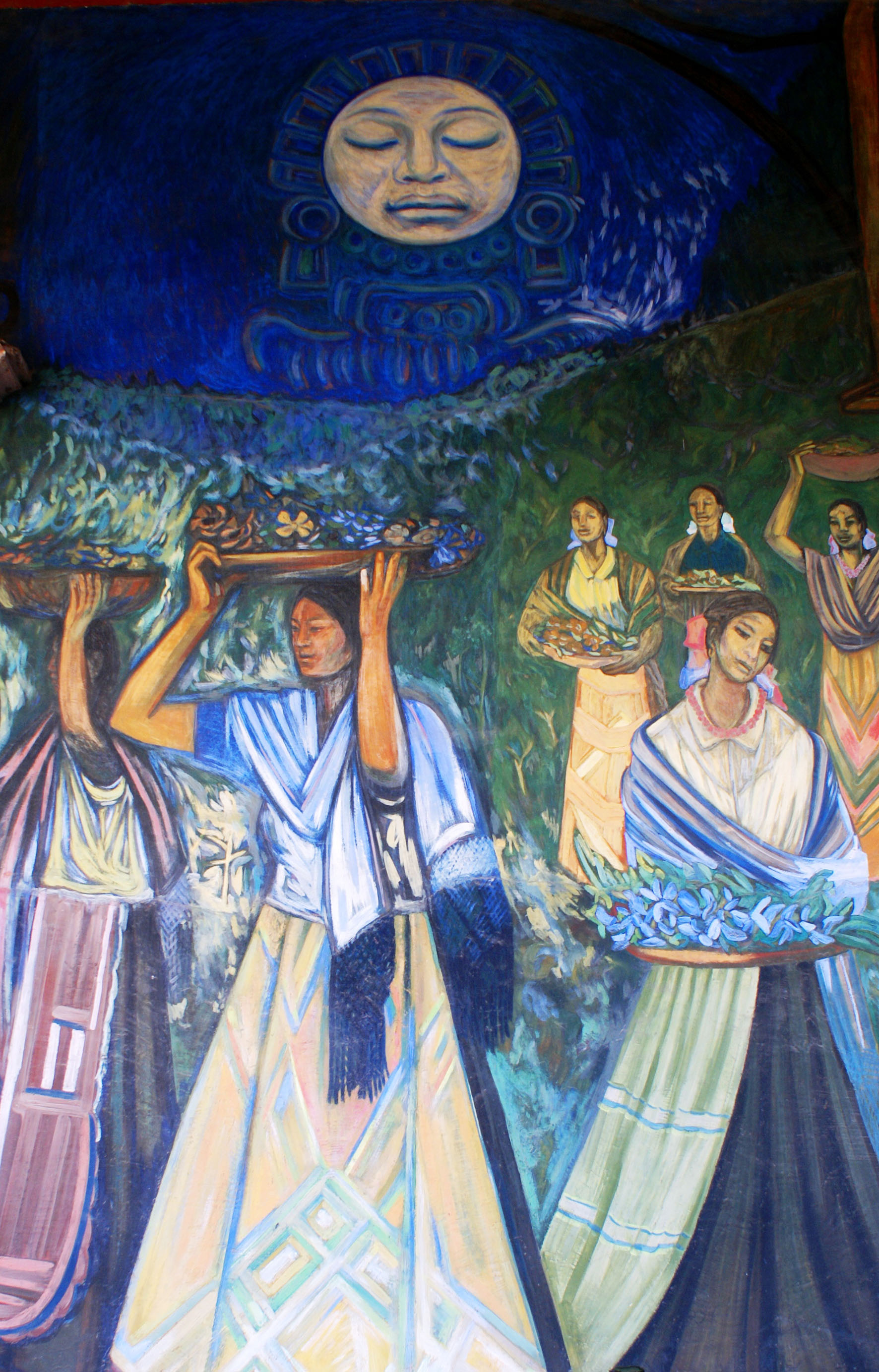
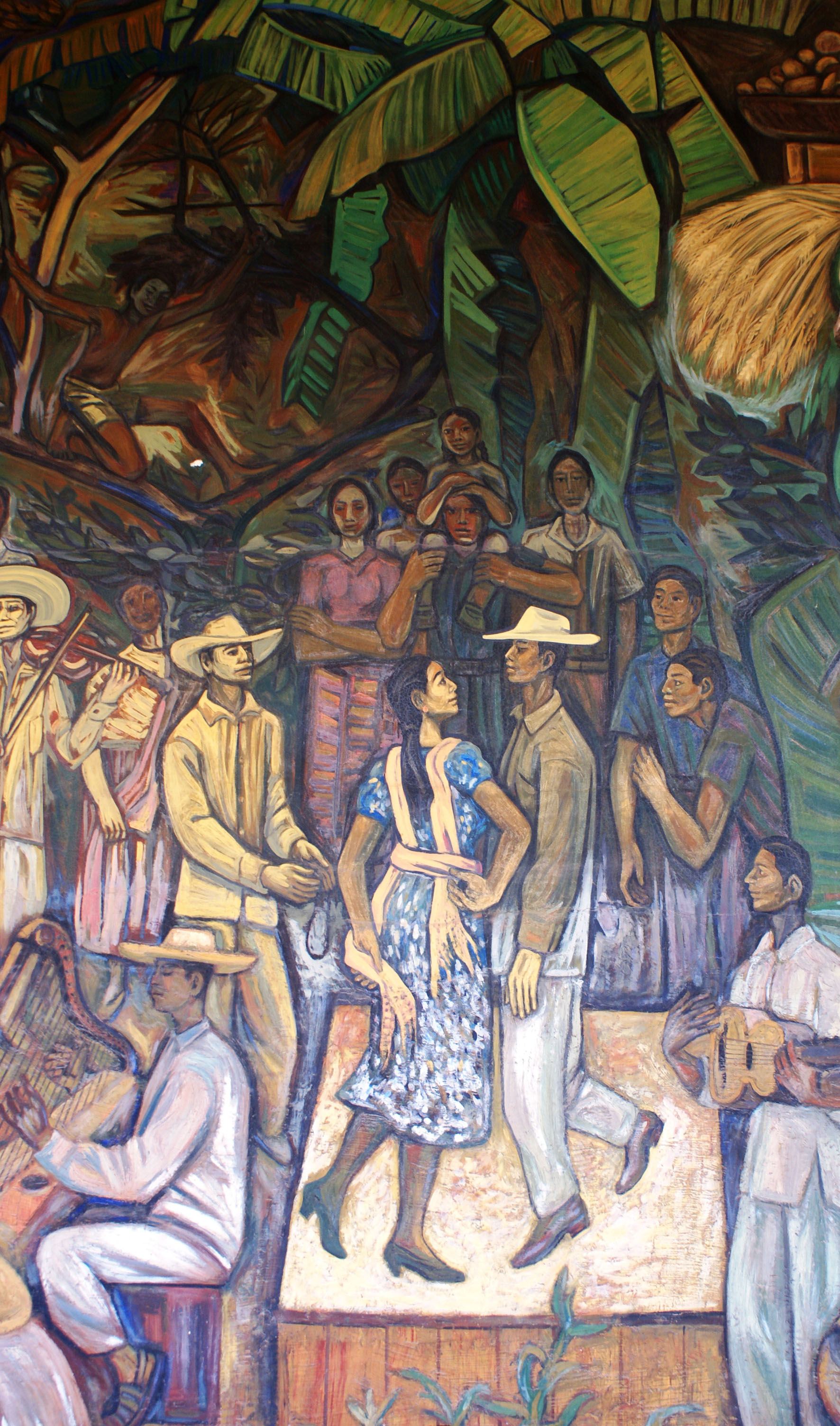
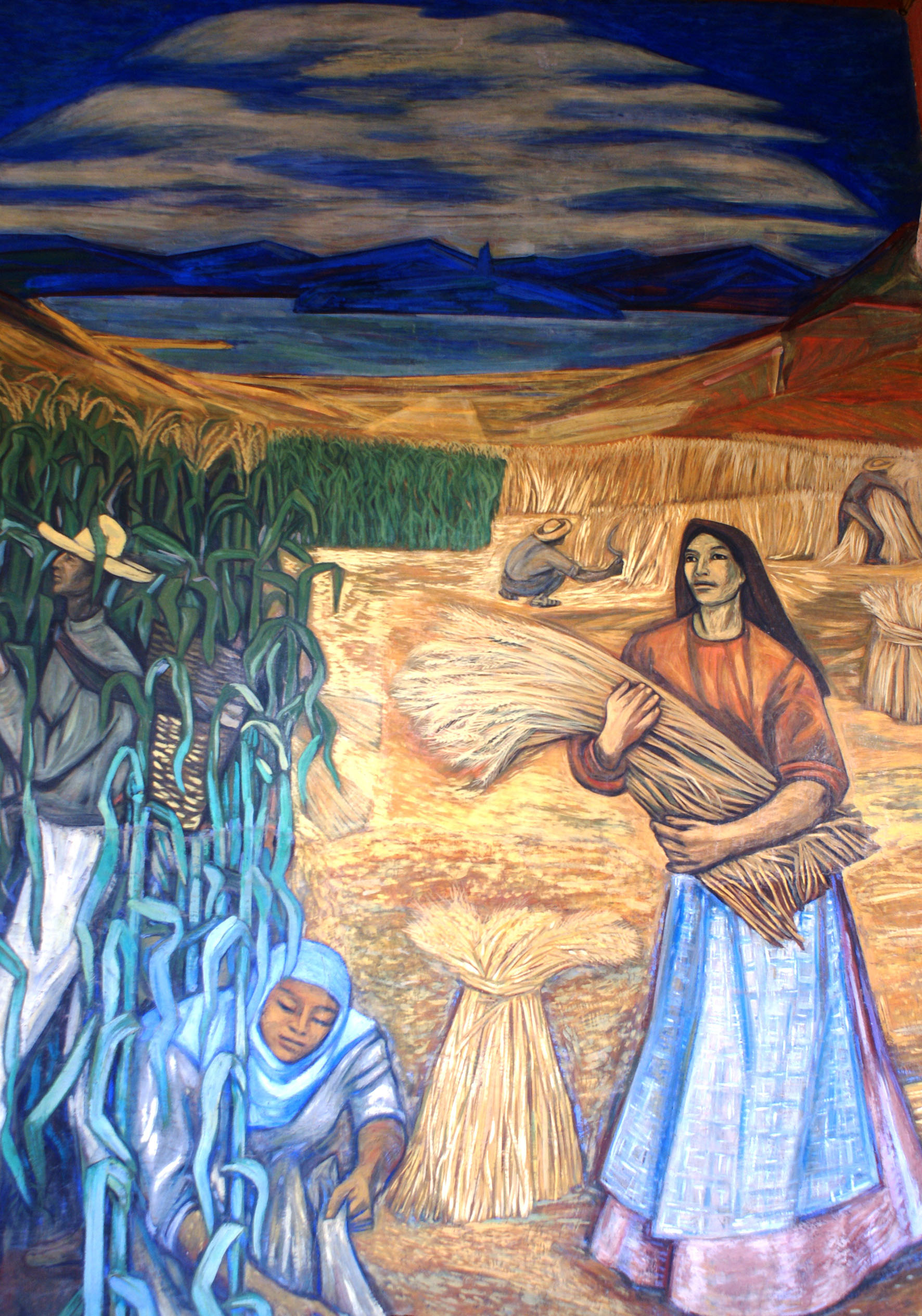

#### Arte michoacano en la segunda mitad delsigloXX
El arte en Michoacán de la segunda mitad del siglo XX estuvo influenciado por la obra del maestro Alfredo Zalce (Pátzcuaro 1908 – Morelia 2003) quien creó un estilo propio identificable que ha hecho escuela con numerosos de sus pupilos. La obra mural de Zalce está influenciada por muralistas contemporáneos mientras que varias de sus pinturas de caballete están influenciadas en el Posimpresionismo. Algunos de sus maestros con los que estudio pintura fueron Diego Rivera, Germán Gedovius, Marco Saldaña y Emilio Amero.
Destacados artistas michoacanos contemporáneos a Zalce son Luis Sahagún Cortés (Sahuayo 1900 – Sahuayo 1978), Nicolás de la Torre Calderón (Morelia en 1923), Adolfo Mexiac (Coto de la Esperanza 1927), Manuel Pérez Coronado (Mapeco) (Uruapan 1929 – Guanajuato 1970), Efraín Vargas (Uruapan 1935 – 1987), Agustín Cárdenas Castro (Patámban 1934), Felipe Castañeda (La Palma, Michoacán 1933), Jesús Escalera Romero (Peribán, Michoacán 1933), Francisco Rodríguez Oñate (Morelia 1940), Luis Palomares, entre otros.
La plástica michoacana de la época está inmersa en temáticas del costumbrismo, y folclor popular, paisajes, pobladores rurales y su vida cotidiana, así como en temas históricos, hechos y personajes cívicos. Las principales disciplinas artísticas empleadas son la pintura de caballete en la técnica de óleo, acuarela y acrílico, y tiene una fuerte promoción el grabado impulsado por Alfredo Zalce. Actualmente un importante acervo artístico de varios creadores de la época forman parte del patrimonio artístico del Gobierno del Estado de Michoacán resguardado en el Museo de Arte Contemporáneo Alfredo Zalce y en el Centro Cultural Clavijero, así como la Colección de Arte de la Universidad Michoacana distribuida en varios de sus recintos.
En el ámbito de la escultura destaca de igual manera Alfredo Zalce quien realizó esculturas modernistas de figuras humanas estilizadas en bronce y piedra; José Luis Padilla Retana (Morelia) autor del conjunto escultórico de la “Fuente de las Tarascas” en Morelia, así como Javier Marín (Uruapan 1962). En el campo de la arquitectura destaca la obra del ingeniero Jaime Sandoval, los arquitectos Ramírez Bernal y Manuel González Galván quienes restauraron y remodelaron varios inmuebles en el Centro histórico de Morelia, así como el diseño de otros edificios en la ciudad.
Algunos hechos de la cultura de Michoacán en la época son: En 1972 el Gobierno de Michoacán funda el primer museo dedicado al arte contemporáneo en el estado, el hoy Museo de Arte Contemporáneo Alfredo Zalce. En 1974 en el Convento de Santa María Magdalena de Cuitzeo el Instituto Nacional de Antropología e Historia (INAH) en coordinación con el Gobierno de Michoacán fundó el “Museo de la Estampa” donde se conserva una importante colección de grabados de Alfredo Zalce, José Guadalupe Posada, Pablo O’Higgins, Manuel Pérez Coronado, Adolfo Mexiac entre otros. En 1975 Alfredo Zalce realizó el monumento escultórico en cantera de las “Estelas de la Constitución” ubicado en la avenida Juárez de Morelia. En 1976 Agustín Cárdenas Castro elaboró el Mural “Morelos y la justicia” en el Palacio de Justicia de Michoacán (hoy Museo de Justicia), el cual es el último de los grandes murales pintados en edificios públicos de Michoacán en el siglo XX. En 1990 el Centro histórico de Morelia fue declarado Zona de Monumentos Históricos por el gobierno federal a través del INAH y en 1991 recibe la declaratoria de Patrimonio Cultural de la Humanidad por la UNESCO. En 1992 la Universidad Michoacana de San Nicolás de Hidalgo fundó el Centro Cultural Universitario en Morelia con una arquitectura inspirada en la fachada del antiguo Colegio de San Nicolás de Hidalgo según una litografía, el recinto resguarda parte de la Colección de Arte de la Universidad Michoacana en la que destacan la obra de David Alfaro Siqueiros y Alfredo Zalce. Desde 1997 el Gobierno de Michoacán convoca a los artistas mexicanos a la “Bienal Nacional de Pintura y Grabado Alfredo Zalce” y desde 1998 a los artistas michoacanos a la muestra anual del “Encuentro Estatal de Pintura y Estampa Efraín Vargas”.

## Artes plásticas en espacios culturales de Michoacán
Recintos culturales relacionados con las artes plásticas en Michoacán son:

### Centros culturales
- Centro Cultural Clavijero (Morelia) fundado en 2008 en lo que fue el ex convento de la Compañía de Jesús de Valladolid, el recinto exhibe exposiciones temporales de distintas disciplinas artísticas plásticas. En una de sus salas conserva una colección de obras pictóricas perteneciente al “Archivo de la Mirada en Michoacán” el cual forma parte del acervo artístico del Gobierno de Michoacán entre las que se entran pinturas de Daniel Thomas Egerton, Gerardo Murillo "Dr. Atl" y Alfredo Zalce. En el cubo de la escalera principal del recinto se ubica el mural “Montañas de Michoacán” elaborado en 2002 por Adolfo Mexiac. Desde 2010 el centro cultural alberga la “Galería Michoacana de Arte” (GAMA) una iniciativa para la difusión de la obra de los artistas michoacanos contemporáneos.

- Casa de la Cultura de Morelia (Morelia) fundado en 1978 en lo que fue el ex convento del Carmen de Valladolid el espacio ofrece distintos talleres artísticos a la ciudadanía, entre sus instalaciones cuenta con varias salas para exposiciones temporales entre las que encuentran el “Encuentro Estatal de Pintura y Estampa Efraín Vargas” y el salón de la acuarela michoacana.

- Centro Cultural Antiguo Colegio Jesuita (Pátzcuaro) fundado en 2006 en lo que fue el ex convento de la Compañía de Jesús de Pátzcuaro, el recinto exhibe exposiciones temporales de las artes plásticas contemporáneas.

- Centro Regional de las Artes de Michoacán (Zamora de Hidalgo) fundado en 2006 en un edificio moderno construido exprofeso, el recinto exhibe exposiciones temporales de las artes plásticas contemporáneas.

- Centro Cultural Universitario (Morelia) fundado en 1993 y perteneciente a la UMSNH, el recinto fue construido en el Centro histórico de Morelia con una arquitectura que evoca al antiguo Colegio de San Nicolás del siglo XVIII según una litografía. El espacio exhibe exposiciones temporales y conserva parte del acervo artístico de la UMSNH, (Colección de Arte de la Universidad Michoacana) donde destacan pinturas y grabados de Alfredo Zalce, así como la pintura de la “Excomunión de Hidalgo” de David Alfaro Siqueiros elaborada en 1953.

- Centro Cultural Ex Convento de Tiripetío (Tiripetío) perteneciente a la UMSNH, fundado en 1990 en lo que fue el Ex Convento de San Juan Bautista en Tiripetío, el recinto cuenta con varias salas para exposiciones temporales, una colección de obras artísticas entre las que se hallan la pintura “La luz vertiginosa” de Susana Wald elaborado en 1996.

### Museos
- Museo de Arte Contemporáneo Alfredo Zalce (Morelia) fundado 1971 en lo que fue una residencia decimonónica ubicada en el hoy parque público Bosque Cuauhtémoc, el recinto exhibe exposiciones temporales de arte del siglo XX y de la actualidad.

- Museo Regional Michoacano (Morelia) fundado en 1886 y reinaugurado en 1916 en su actual ubicación la cual es una mansión dieciochesca en el Centro histórico de Morelia, es uno de los museos más antiguos de México fuera de la capital del país. Enfocado en la Historia de Michoacán el museo conserva obras artísticas entre las que se hallan murales de Alfredo Zalce, Grace Grenwood y Philip Guston. Pinturas el siglo XVIII entre las que destaca el monumental óleo de “El traslado de las monjas dominicas a su nuevo convento de Valladolid”. Obras del siglo XIX entre las que se encuentran pequeñas pinturas de Mariano de Jesús Torres y esculturas; así como una colección de piezas arqueológicas halladas en los Yacimientos arqueológicos de Michoacán.

- Museo de Arte Colonial de Morelia (Morelia) fundado en 1984 en lo que fue una antigua casa habitación en el Centro histórico de Morelia, el recinto alberga arte novohispano en donde destacan obras pictóricas de Miguel Cabrera y José de Ibarra. Así como una colección de Cristos del siglo XVI al siglo XIX elaborados en madera y en la ancestral técnica indígena de pasta de caña de maíz.

- Museo Casa Natal de Morelos (Morelia) fundado 1965 en lo que fue el sitio donde nació José María Morelos y Pavón, entre su museografía exhibe grandes pinturas de Alfredo Zalce elaboradas en 1956.

- Museo Casa Sitio de Morelos (Morelia) fundado en 1939 en lo que fue la casa donde habitó por un tiempo José María Morelos y Pavón, conserva mobiliarios y algunas pinturas del siglo XVIII y siglo XIX, entre las que se hallan obras de Mariano de Jesús Torres.

- Museo del Estado de Michoacán (Morelia) fundado 1986 en lo que fue una casona del siglo XVIII en el Centro histórico de Morelia. Entre la museografía destaca una antigua botica del siglo XIX y piezas arqueológicas.

- Casa de las Artesanías de Michoacán (Morelia) fundada en 1972 en lo que fue el Convento franciscano de San Buenaventura de Valladolid. El recinto exhibe el arte popular artesanal que se produce actualmente en las distintas regiones de Michoacán, así como algunas piezas antiguas entre las que se hallan bateas laqueadas elaboradas en madera y decoradas con figuras y motivos vegetales.

- Museo de Antropología e Historia de Jacona (Jacona de Plancarte) fundado en 2005 conserva arte prehispánico encontrado en los yacimientos arqueológicos del municipio, como El Opeño.

- Museo Regional La Huatápera (Uruapan) fundado en 1954 lo que fue el Hospital del siglo XVI fundado por Fray Juan de San Miguel. El museo alberga una colección de arte popular artesanal de la región entre las que destacan piezas en la técnica del maque.

- Museo de Artes e Industrias Populares de Pátzcuaro (Pátzcuaro fundado 1938 en lo que fue el antiguo Colegio de San Nicolás Obispo fundado por Vasco de Quiroga en el siglo XVI. El museo alberga una colección de arte novohispano entre las que se hallan pinturas al óleo, esculturas en madera y Cristos en pasta de caña de maíz, así como antiguo arte popular artesanal de la región entre las que se encuentran piezas en cobre martillado, máscaras, bateas y jícaras maqueadas.

- Museo de la Estampa (Cuitzeo del Porvenir fundado en 1974 en algunas de las salas de lo que fue el Convento de Santa María Magdalena de Cuitzeo. Conserva grabados de autores como Pablo O’Higgins, José Guadalupe Posada, Alfredo Zalce, Adolfo Mexiac y Manuel Pérez Coronado. Además de antiguos murales al fresco de la orden agustina.

### Otros recintos
Otros recintos culturales públicos donde se conservan importantes testimonios de las artes plásticas en Michoacán son:
- Colegio de San Nicolás de Hidalgo (Morelia) conserva un mural de Marion Greenwood pintado en 1935, dos grandes pinturas de Fermín Revueltas elaboradas en 1931, así como mobiliarios y óleos del siglo XIX en la sala dedicada a Melchor Ocampo.

- Palacio de Gobierno de Michoacán (Morelia) conserva tres murales de Alfredo Zalce elaborados en 1957 y 1962, así como pinturas al óleo del siglo XIX y siglo XX.

- Ex Palacio de justicia de Michoacán (Morelia) hoy Museo de Justicia, conserva un mural de Agustín Cárdenas Castro elaborado en 1976.

- Biblioteca Pública de la Universidad Michoacana (Morelia) conserva seis murales del siglo XX: dos murales de Hollis Howard Holbrook de 1952, dos murales de S. C. Schoneberg de 1952, un mural de R. Hansen de 1953 y un mural de Antonio Silva Díaz de 1959.

- Biblioteca Pública “Gertrudis Bocanegra” (Pátzcuaro conserva un enorme mural de Juan O'Gorman elaborado en 1942.

- Biblioteca Pública Municipal “Gabino Ortiz” (Jiquilpan de Juárez) conserva murales de José Clemente Orozco elaborados en 1940.